# Martin Čížek
Martin Čížek (* 9. Juni 1974 in Vítkov) ist ein ehemaliger tschechischer Fußballspieler.

## Vereinskarriere
Martin Čížek begann mit dem Fußballspielen bei TJ Dolní Lhota, mit zehn Jahren wechselte er in die Jugendabteilung von Baník Ostrava. In der Saison 1991/92 debütierte der Mittelfeldspieler in der Profimannschaft. Nach 103 Spielen und 22 Toren wechselte der Linksfuß Anfang 1997 zu Sparta Prag, für das er zwei Jahre lang spielte.
Anfang 1999 wurde Čížek vom Bundesligisten TSV 1860 München verpflichtet, für den er 33 Spiele absolvierte. Ein Tor erzielte er dabei nicht. Im Sommer 2000 ging Čížek zur SpVgg Unterhaching, dort erlebte er den Abstieg in die 2. Bundesliga. 
Nach der Saison 2001/02 kehrte Čížek zu seinem ehemaligen Klub Baník Ostrava zurück. Zunächst gehörte er noch zum Stammpersonal, in der Rückrunde der Saison 2005/06 spielte er seltener. Im Sommer 2006 wurde Čížek auch wegen seines für die Vereinsführung zu hohen Gehalts ausgemustert und beendete daraufhin seine Karriere.

## Nationalmannschaft
Für die Tschechische Fußballnationalmannschaft bestritt Martin Čížek 18 Länderspiele zwischen 1996 und 2000.